# Camperol de l'espinífex
El camperol de l'espinífex (Poodytes carteri) és una espècie d'ocell de la família dels locustèl·lids (Locustellidae). És endèmic de l'interior d'Austràlia. Habita els herbassars i matollars secs tropicals i subtropicals. El seu estat de conservació es considera de risc mínim.
El seu nom fa referència a que s'alimenta de llavors i insectes capturats en triodies, plantes herbàcies conegudes popularment com a Spinifex,